# Egyiptom a 2000. évi nyári olimpiai játékokon
Egyiptom az ausztráliai Sydneyben megrendezett 2000. évi nyári olimpiai játékok egyik részt vevő nemzete volt. Az országot az olimpián 20 sportágban 89 sportoló képviselte, akik érmet nem szereztek.

## Asztalitenisz
Férfi
| Versenyző                                  | Versenyszám | Selejtező                                                                  | Csoportkör                                                                                            | Csoportkör | 32-es főtábla     | Nyolcaddöntő      | Negyeddöntő       | Elődöntő          | Döntő             | Helyezés |
| Versenyző                                  | Versenyszám | Ellenfél Eredmény                                                          | Ellenfél Eredmény                                                                                     | Hely.      | Ellenfél Eredmény | Ellenfél Eredmény | Ellenfél Eredmény | Ellenfél Eredmény | Ellenfél Eredmény | Helyezés |
| ------------------------------------------ | ----------- | -------------------------------------------------------------------------- | --- | ---------- | ----------------- | ----------------- | ----------------- | ----------------- | ----------------- | -------- |
| Esz-Szajjed Lásín                          | Egyes       |                                                                            | A csoport · Anton Suseno (INA) · 22-20, 24-22, 21-19 · Kalínikosz Kreánga (GRE) · 6-21, 9-21, 18-21   | 2.         | kiesett           | kiesett           | kiesett           | kiesett           | kiesett           | 33.      |
| Ashraf Abdel Halim Helmy                   | Egyes       |                                                                            | B csoport · Jörg Roßkopf (GER) · 8-21, 11-21, 15-21 · David Zhuang (USA) · 11-21, 16-21, 21-12, 16-21 | 2.         | kiesett           | kiesett           | kiesett           | kiesett           | kiesett           | 33.      |
| Ashraf Abdel Halim Helmy Esz-Szajjed Lásín | Páros       | Egyesült Államok (USA) · David Zhuang · Todd Sweeris · 10-21, 21-17, 18-21 | kiesett                                                                                               | kiesett    |                   | kiesett           | kiesett           | kiesett           | kiesett           | 33.      |

Női
| Versenyző                       | Versenyszám | Selejtező                                                    | Csoportkör | Csoportkör | 32-es főtábla     | Nyolcaddöntő      | Negyeddöntő       | Elődöntő          | Döntő             | Helyezés |
| Versenyző                       | Versenyszám | Ellenfél Eredmény                                            | Ellenfél Eredmény | Hely.      | Ellenfél Eredmény | Ellenfél Eredmény | Ellenfél Eredmény | Ellenfél Eredmény | Ellenfél Eredmény | Helyezés |
| ------------------------------- | ----------- | ------------------------------------------------------------ | --- | ---------- | ----------------- | ----------------- | ----------------- | ----------------- | ----------------- | -------- |
| Shahira El-Alfy                 | Egyes       |                                                              | O csoport · Viktorija Pavlavics (BLR) · 7-21, 12-21, 13-21 · Åsa Svensson (SWE) · 12-21, 6-21, 11-21                                                             | 3.         | kiesett           | kiesett           | kiesett           | kiesett           | kiesett           | 49.      |
| Sajmá Abd el-Azíz               | Egyes       |                                                              | M csoport · Galina Melnyik (RUS) · 8-21, 11-21, 15-21 · Wong Ching (HKG) · 19-21, 12-21, 11-21                                                                   | 3.         | kiesett           | kiesett           | kiesett           | kiesett           | kiesett           | 49.      |
| Bacinte Osman Sajmá Abd el-Azíz | Páros       | Kuba (CUB) · Leticia Suárez · Marisel Ramírez · 21-16, 21-13 | H csoport · Svédország (SWE) · Åsa Svensson · Marie Svensson · 10-21, 15-21 · Fehéroroszország (BLR) · Taccjana Kasztramina · Viktorija Pavlavics · 10-21, 10-21 | 3.         |                   | kiesett           | kiesett           | kiesett           | kiesett           | 25.      |

## Atlétika
Férfi
| Versenyző                  | Versenyszám | Eredmény | Helyezés |
| -------------------------- | ----------- | -------- | -------- |
| Ahmed Abdel Mougod Soliman | Maraton     | 2:22:47  | 47.      |

| Versenyző    | Versenyszám | Selejtező | Selejtező | Döntő    | Döntő    |
| Versenyző    | Versenyszám | Eredmény  | Helyezés  | Eredmény | Helyezés |
| ------------ | ----------- | --------- | --------- | -------- | -------- |
| Hatem Mersal | Távolugrás  | 759 cm    | 33.       | kiesett  | kiesett  |

## Birkózás
Kötöttfogású
| Versenyző                  | Versenyszám | Csoportkör                                                                                       | Csoportkör | Negyeddöntő       | Elődöntő          | Bronz- mérkőzés   | Döntő             | Helyezés |
| Versenyző                  | Versenyszám | Ellenfél Eredmény                                                                                | Hely.      | Ellenfél Eredmény | Ellenfél Eredmény | Ellenfél Eredmény | Ellenfél Eredmény | Helyezés |
| -------------------------- | ----------- | ------------------------------------------------------------------------------------------------ | ---------- | ----------------- | ----------------- | ----------------- | ----------------- | -------- |
| Mohamed Moustafa Abou Elea | 54 kg       | 5. csoport · Andrij Kalasnikov (UKR) · 2-16 · Uran Kalilov (KGZ) · 1-3 · Steven Mays (USA) · 5-3 | 3.         | kiesett           | kiesett           | kiesett           | kiesett           | 10.      |
| Mohamed Abd El-Fatah       | 85 kg       | 2. csoport · Luis Enrique Méndez (CUB) · 3-4 · Quincey Clark (USA) · 12-0                        | 2.         | kiesett           | kiesett           | kiesett           | kiesett           | 8.       |

## Cselgáncs
Férfi
| Versenyző                | Versenyszám  | Selejtező                        | 32-es főtábla                  | Nyolcaddöntő      | Negyeddöntő       | Elődöntő          | Vigaszág első kör | Vigaszág negyeddöntő | Vigaszág elődöntő | Bronz- mérkőzés   | Döntő             | Helyezés    |
| Versenyző                | Versenyszám  | Ellenfél Eredmény                | Ellenfél Eredmény              | Ellenfél Eredmény | Ellenfél Eredmény | Ellenfél Eredmény | Ellenfél Eredmény | Ellenfél Eredmény    | Ellenfél Eredmény | Ellenfél Eredmény | Ellenfél Eredmény | Helyezés    |
| ------------------------ | ------------ | -------------------------------- | ------------------------------ | ----------------- | ----------------- | ----------------- | ----------------- | -------------------- | ----------------- | ----------------- | ----------------- | ----------- |
| Haitham El-Husseini Awad | Könnyűsúly   | Héctor Lombart (CUB) · 0000-1010 | kiesett                        | kiesett           | kiesett           | kiesett           |                   |                      |                   |                   |                   | helyezetlen |
| Bassel El-Gharbawy       | Félnehézsúly | Song Qitao (CHN) · 1000-0000     | Pedro Soares (POR) · 0001-1000 | kiesett           | kiesett           | kiesett           |                   |                      |                   |                   |                   | helyezetlen |
| Ahmed Baly               | Nehézsúly    | Ernesto Pérez (ESP) · 0030-1010  | kiesett                        | kiesett           | kiesett           | kiesett           |                   |                      |                   |                   |                   | helyezetlen |

Női
| Versenyző  | Versenyszám | Selejtező         | Nyolcaddöntő                    | Negyeddöntő       | Elődöntő          | Vigaszág első kör                   | Vigaszág negyeddöntő              | Vigaszág elődöntő | Bronz- mérkőzés   | Döntő             | Helyezés |
| Versenyző  | Versenyszám | Ellenfél Eredmény | Ellenfél Eredmény               | Ellenfél Eredmény | Ellenfél Eredmény | Ellenfél Eredmény                   | Ellenfél Eredmény                 | Ellenfél Eredmény | Ellenfél Eredmény | Ellenfél Eredmény | Helyezés |
| ---------- | ----------- | ----------------- | ------------------------------- | ----------------- | ----------------- | ----------------------------------- | --------------------------------- | ----------------- | ----------------- | ----------------- | -------- |
| Heba Hefny | Nehézsúly   | erőnyerő          | Sandra Köppen (GER) · 0000-1001 |                   |                   | Marina Prokofjeva (UKR) · 0200-0000 | Christine Cicot (FRA) · 0000-0200 | kiesett           | kiesett           |                   | 9.       |

## Evezés
Férfi
| Versenyző                                                  | Versenyszám              | Előfutam | Előfutam | Vigaszág | Vigaszág | Elődöntő | Elődöntő | Elődöntő | Döntő   | Döntő   | Döntő   | Helyezés |
| Versenyző                                                  | Versenyszám              | Idő      | Hely.    | Idő      | Hely.    | Típus    | Idő      | Hely.    | Típus   | Idő     | Hely.   | Helyezés |
| ---------------------------------------------------------- | ------------------------ | -------- | -------- | -------- | -------- | -------- | -------- | -------- | ------- | ------- | ------- | -------- |
| Ali Ibráhím                                                | Egypárevezős             | 7:21,32  | 4.       | 7:13,10  | 3.       | C/D      | 7:17,06  | 1.       | C       | 7:01,44 | 1.      | 12.      |
| Amir Temraz Alaa El-Din Ahmed                              | Kormányos nélküli kettes | 7:15,63  | 5.       | 7:07,35  | 5.       | kiesett  | kiesett  | kiesett  | kiesett | kiesett | kiesett | 14.      |
| Hamdy El-Kot El-Atek Mohamed Tarek Hamid Kamal Abdel Rehim | Kormányos nélküli négyes | 6:21,10  | 4.       | 6:13,73  | 3.       | A/B      | 6:21,22  | 6.       | B       | 6:08,37 | 6.      | 12.      |

## Íjászat
Férfi
| Versenyző   | Versenyszám | Selejtező | Selejtező | 64-es főtábla                                 | 32-es főtábla     | Nyolcaddöntő      | Negyeddöntő       | Elődöntő          | Döntő             | Helyezés |
| Versenyző   | Versenyszám | Pont      | Kiemelt   | Ellenfél Eredmény                             | Ellenfél Eredmény | Ellenfél Eredmény | Ellenfél Eredmény | Ellenfél Eredmény | Ellenfél Eredmény | Helyezés |
| ----------- | ----------- | --------- | --------- | --------------------------------------------- | ----------------- | ----------------- | ----------------- | ----------------- | ----------------- | -------- |
| Essam Sayed | Egyéni      | 556       | 60.       | Sztanyiszlav Zabrodszkij (KAZ) (5.) · 149-166 | kiesett           | kiesett           | kiesett           | kiesett           | kiesett           | 56.      |

## Kerékpározás

### Országúti kerékpározás
Férfi
| Versenyző            | Versenyszám   | Idő                 | Helyezés      |
| -------------------- | ------------- | ------------------- | ------------- |
| Mahmoud Abbas        | Mezőnyverseny | nem ért célba       | nem ért célba |
| Mohamed Abdel Fattah | Mezőnyverseny | nem ért célba       | nem ért célba |
| Mohamed Kholafy      | Mezőnyverseny | nem ért célba       | nem ért célba |
| Amer El-Nady         | Mezőnyverseny | nem ért célba       | nem ért célba |
| Amer El-Nady         | Időfutam      | 1:03:18 (+5:37,898) | 36.           |

## Kézilabda

### Férfi
| Egyiptomi férfi kézilabdacsapat-játékoskeret                                                                                             | Egyiptomi férfi kézilabdacsapat-játékoskeret                                                                                        |
| --- | --- |
| - Ahmed Belal - Amro El-Geioushy - Ashraf Mabrouk Awaad - Ayman El-Alfy - Hany El-Fakharany - Hazem Awaad - Saber Hussein - Hussain Said | - Hussain Zaky - Magdy Abou El-Magd - Mohamed Bakir El-Nakib - Gohar Mohamed - Sherif Moemen - Marwan Ragab - Mohamed Sharaf El-Din |

#### Eredmények
Csoportkör
| Csapat            | M | Gy | D | V | G+  | G–  | Gk  | P |
| ----------------- | - | -- | - | - | --- | --- | --- | - |
| Oroszország (RUS) | 5 | 4  | 0 | 1 | 129 | 121 | +8  | 8 |
| Németország (GER) | 5 | 3  | 1 | 1 | 128 | 113 | +15 | 7 |
| Jugoszlávia (SCG) | 5 | 3  | 0 | 2 | 130 | 127 | +3  | 6 |
| Egyiptom (EGY)    | 5 | 3  | 0 | 2 | 122 | 115 | +7  | 6 |
| Dél-Korea (KOR)   | 5 | 1  | 1 | 3 | 128 | 131 | –3  | 3 |
| Kuba (CUB)        | 5 | 0  | 0 | 5 | 128 | 158 | –30 | 0 |

| 2000. szeptember 16. 19:30 | Oroszország (RUS) | 22–21  | Egyiptom (EGY) | Játékvezetők: Vaclav Kohout, Ivan Dolejs (CZE) |
| 2000. szeptember 16. 19:30 | Koksarov 7        | (15–7) | Awaad 8        | Játékvezetők: Vaclav Kohout, Ivan Dolejs (CZE) |
| 2000. szeptember 16. 19:30 | 4× 3×             |        | 2× 3×          | Játékvezetők: Vaclav Kohout, Ivan Dolejs (CZE) |

| 2000. szeptember 18. 14:30 | Egyiptom (EGY) | 22–25   | Jugoszlávia (SCG) | Játékvezetők: Ramon Gallego Santos, Victor Pedro Lamas Perez (ESP) |
| 2000. szeptember 18. 14:30 | Moemen 9       | (14–11) | Škrbić 6          | Játékvezetők: Ramon Gallego Santos, Victor Pedro Lamas Perez (ESP) |
| 2000. szeptember 18. 14:30 | 1× 2×          |         | 7× 4×             | Játékvezetők: Ramon Gallego Santos, Victor Pedro Lamas Perez (ESP) |

| 2000. szeptember 20. 14:30 | Egyiptom (EGY) | 29–26   | Kuba (CUB) | Játékvezetők: Klucsó Jenő, Lekrinszki Tivadar (HUN) |
| 2000. szeptember 20. 14:30 | Zaky 8         | (12–11) | Uríos 8    | Játékvezetők: Klucsó Jenő, Lekrinszki Tivadar (HUN) |
| 2000. szeptember 20. 14:30 | 3× 3×          |         | 4× 2×      | Játékvezetők: Klucsó Jenő, Lekrinszki Tivadar (HUN) |

| 2000. szeptember 22. 9:30 | Dél-Korea (KOR)               | 21–28  | Egyiptom (EGY) | Játékvezetők: Svein Olav Oie, Bjorn Hogsnes (NOR) |
| 2000. szeptember 22. 9:30 | Jun Gjongszin, Pek Voncshol 7 | (8–15) | Awaad, Zaky 6  | Játékvezetők: Svein Olav Oie, Bjorn Hogsnes (NOR) |
| 2000. szeptember 22. 9:30 | 2× 3×                         |        | 2× 3×          | Játékvezetők: Svein Olav Oie, Bjorn Hogsnes (NOR) |

| 2000. szeptember 24. 16:30 | Németország (GER)      | 21–22  | Egyiptom (EGY) | Játékvezetők: Peter Hansson, Peter Olsson (SWE) |
| 2000. szeptember 24. 16:30 | Kehrmann, von Behren 5 | (8–11) | Mohamed 5      | Játékvezetők: Peter Hansson, Peter Olsson (SWE) |
| 2000. szeptember 24. 16:30 | 2× 3×                  |        | 6× 3× 1×       | Játékvezetők: Peter Hansson, Peter Olsson (SWE) |

Negyeddöntő
| 2000. szeptember 26. 21:30 | Svédország (SWE) | 27–23   | Egyiptom (EGY) | Játékvezetők: Juri Litvinov, Valeri Khudoerko (RUS) |
| 2000. szeptember 26. 21:30 | Vranjes 7        | (14–12) | Zaky 10        | Játékvezetők: Juri Litvinov, Valeri Khudoerko (RUS) |
| 2000. szeptember 26. 21:30 | 3× 3×            |         | 8× 3×          | Játékvezetők: Juri Litvinov, Valeri Khudoerko (RUS) |

Az 5–8. helyért
| 2000. szeptember 29. 11:30 | Németország (GER) | 24–18  | Egyiptom (EGY) | Játékvezetők: Svein Olav Oie, Bjorn Hogsnes (NOR) |
| 2000. szeptember 29. 11:30 | Baur, Kehrmann 6  | (10–9) | Hussein 6      | Játékvezetők: Svein Olav Oie, Bjorn Hogsnes (NOR) |
| 2000. szeptember 29. 11:30 | 4× 2× 1×          |        | 5× 2× 1×       | Játékvezetők: Svein Olav Oie, Bjorn Hogsnes (NOR) |

A 7. helyért
| 2000. szeptember 30. 14:30 | Szlovénia (SLO) | 28–34   | Egyiptom (EGY) | Játékvezetők: Thomas Bojsen, Tugomir Anusic (USA) |
| 2000. szeptember 30. 14:30 | Pungartnik 11   | (12–18) | Awaad 7        | Játékvezetők: Thomas Bojsen, Tugomir Anusic (USA) |
| 2000. szeptember 30. 14:30 | 3× 2×           |         | 2× 2×          | Játékvezetők: Thomas Bojsen, Tugomir Anusic (USA) |

| Csapat         | Helyezés |
| -------------- | -------- |
| Egyiptom (EGY) | 7.       |

## Lovaglás
Díjugratás
| Versenyző            | Ló         | Versenyszám | Selejtező | Selejtező | Selejtező | Selejtező | Selejtező | Selejtező | Selejtező | Selejtező | Döntő  | Döntő  | Döntő   | Döntő   | Végeredmény | Végeredmény |
| Versenyző            | Ló         | Versenyszám | 1. kör    | 1. kör    | 2. kör    | 2. kör    | 2. kör    | 3. kör    | 3. kör    | 3. kör    | 1. kör | 1. kör | 2. kör  | 2. kör  | Végeredmény | Végeredmény |
| Versenyző            | Ló         | Versenyszám | Bünt.     | Hely.     | Bünt.     | Össz.     | Hely.     | Bünt.     | Össz.     | Hely.     | Bünt.  | Hely.  | Bünt.   | Hely.   | Bünt.       | Helyezés    |
| -------------------- | ---------- | ----------- | --------- | --------- | --------- | --------- | --------- | --------- | --------- | --------- | ------ | ------ | ------- | ------- | ----------- | ----------- |
| André Salah Sakakini | Careful 23 | Egyéni      | 8,50      | 23.       | 8,00      | 16,50     | 25.       | 8,00      | 24,50     | 26.       | 20,00  | 41.    | kiesett | kiesett | kiesett     | kiesett     |

## Ökölvívás
| Versenyző                    | Versenyszám     | Selejtező                  | Nyolcaddöntő                             | Negyeddöntő                      | Elődöntő          | Döntő             | Helyezés |
| Versenyző                    | Versenyszám     | Ellenfél Eredmény          | Ellenfél Eredmény                        | Ellenfél Eredmény                | Ellenfél Eredmény | Ellenfél Eredmény | Helyezés |
| ---------------------------- | --------------- | -------------------------- | ---------------------------------------- | -------------------------------- | ----------------- | ----------------- | -------- |
| Reskalla Mohamed Abdel Rehim | Papírsúly       | Brahim Asloum (FRA) · 3-12 | kiesett                                  | kiesett                          | kiesett           | kiesett           | 17.      |
| Saleh Khoulef                | Kisváltósúly    | erőnyerő                   | Vjacseszlav Szencsenko (UKR) · 19-16     | Diógenes Luna (CUB) · RSC        | kiesett           | kiesett           | 8.       |
| Fadel Showban                | Váltósúly       | Dante Craig (USA) · 2-17   | kiesett                                  | kiesett                          | kiesett           | kiesett           | 17.      |
| Mohamed Hikal                | Nagyváltósúly   | erőnyerő                   | Szong Indzsun (KOR) · 16-5               | Pornchai Thongburan (THA) · 9-16 | kiesett           | kiesett           | 8.       |
| Ramadán Jászer               | Középsúly       | Im Dzsongbin (KOR) · 7-8   | kiesett                                  | kiesett                          | kiesett           | kiesett           | 17.      |
| Moustafa Amrou Mahmoud       | Nehézsúly       |                            | Vladimer Csanturia (GEO) · RSC (sérülés) | kiesett                          | kiesett           | kiesett           | 9.       |
| Ahmed Ali Abdel Samad        | Szupernehézsúly |                            | Rustam Saidov (UZB) · 8-21               | kiesett                          | kiesett           | kiesett           | 9.       |

RSC - a játékvezető megállította a mérkőzést

## Öttusa
| Versenyző      | Versenyszám | Lövészet | Lövészet | Lövészet | Vívás    | Vívás | Vívás | Úszás   | Úszás | Úszás | Lovaglás | Lovaglás | Lovaglás | Lovaglás | Futás   | Futás | Futás | Összesen    | Összesen |
| Versenyző      | Versenyszám | Pontszám | Pont     | Hely.    | Eredmény | Pont  | Hely. | Idő     | Pont  | Hely. | Idő      | Hibapont | Pont     | Hely.    | Idő     | Pont  | Hely. | Összes pont | Helyezés |
| -------------- | ----------- | -------- | -------- | -------- | -------- | ----- | ----- | ------- | ----- | ----- | -------- | -------- | -------- | -------- | ------- | ----- | ----- | ----------- | -------- |
| Emad El-Gezery | Férfi       | 165      | 916      | 23.      | 9-15     | 720   | 19.*  | 2:08,61 | 1214  | 12.   | 1:16,18  | 220      | 877      | 19.      | 9:32,41 | 1112  | 10.   | 4839        | 19.      |

* - két másik versenyzővel azonos eredményt ért el

## Röplabda

### Férfi
| Egyiptomi férfi röplabdacsapat-játékoskeret                                                                 | Egyiptomi férfi röplabdacsapat-játékoskeret                                                                  |
| --- | --- |
| - Asraf Abu el-Haszan - Eslam Awad - Hamdi esz-Száfi Avad - Hany Mouselhy - Ibrahim Fathy - Ibrahim Rashwan | - Mahmoud Abdel Aziz - Mohamed El-Husseini - Mohamed Mouselhy - Nehad Shehata - Sayed Khalil - Ussama Komsan |

#### Eredmények
Csoportkör
A csoport
|                     |      | Mérkőzések | Mérkőzések | Szettek | Szettek | Szettek | Pontok | Pontok | Pontok |
| Csapat              | Pont | Gy         | V          | Sz+     | Sz–     | SzA     | P+     | P–     | PA     |
| ------------------- | ---- | ---------- | ---------- | ------- | ------- | ------- | ------ | ------ | ------ |
| Brazília (BRA)      | 10   | 5          | 0          | 15      | 1       | 15,000  | 415    | 331    | 1,254  |
| Hollandia (NED)     | 9    | 4          | 1          | 12      | 5       | 2,400   | 417    | 360    | 1,158  |
| Kuba (CUB)          | 8    | 3          | 2          | 9       | 7       | 1,286   | 383    | 335    | 1,143  |
| Ausztrália (AUS)    | 7    | 2          | 3          | 6       | 10      | 0,600   | 327    | 374    | 0,874  |
| Spanyolország (ESP) | 6    | 1          | 4          | 7       | 12      | 0,583   | 404    | 444    | 0,910  |
| Egyiptom (EGY)      | 5    | 0          | 5          | 1       | 15      | 0,067   | 309    | 411    | 0,752  |

| 2000. szeptember 17. 10:00 | Spanyolország (ESP)   | 3–0 | Egyiptom (EGY) | Nézőszám: 3889 Játékvezető: Themistoklis Kalpaktsoglou (GRE), Paolo Porcari (ITA) |
| 2000. szeptember 17. 10:00 | (25–20, 25–10, 25–21) |     |                | Nézőszám: 3889 Játékvezető: Themistoklis Kalpaktsoglou (GRE), Paolo Porcari (ITA) |

| 2000. szeptember 19. 12:30 | Egyiptom (EGY)        | 0–3 | Brazília (BRA) | Nézőszám: 7085 Játékvezető: Themistoklis Kalpaktsoglou (GRE), Paolo Porcari (ITA) |
| 2000. szeptember 19. 12:30 | (28–30, 18–25, 21–25) |     |                | Nézőszám: 7085 Játékvezető: Themistoklis Kalpaktsoglou (GRE), Paolo Porcari (ITA) |

| 2000. szeptember 21. 10:00 | Kuba (CUB)            | 3–0 | Egyiptom (EGY) | Nézőszám: 4217 Játékvezető: Ivan Golianski (RUS), Abdulkhaleq Isa Al Sabah (BRN) |
| 2000. szeptember 21. 10:00 | (25–11, 25–18, 25–15) |     |                | Nézőszám: 4217 Játékvezető: Ivan Golianski (RUS), Abdulkhaleq Isa Al Sabah (BRN) |

| 2000. szeptember 23. 10:00 | Egyiptom (EGY)               | 1–3 | Hollandia (NED) | Nézőszám: 4656 Játékvezető: Abdulkhaleq Isa Al Sabah (BRN), Juan Angel Pereyra (ARG) |
| 2000. szeptember 23. 10:00 | (21–25, 11–25, 33–31, 20–25) |     |                 | Nézőszám: 4656 Játékvezető: Abdulkhaleq Isa Al Sabah (BRN), Juan Angel Pereyra (ARG) |

| 2000. szeptember 25. 18:30 | Ausztrália (AUS)      | 3–0 | Egyiptom (EGY) | Nézőszám: 6900 Játékvezető: Klaus Fezer (GER), Fernando Nava (MEX) |
| 2000. szeptember 25. 18:30 | (25–17, 25–23, 25–22) |     |                | Nézőszám: 6900 Játékvezető: Klaus Fezer (GER), Fernando Nava (MEX) |

| Csapat         | Helyezés |
| -------------- | -------- |
| Egyiptom (EGY) | 11.      |

## Sportlövészet
Férfi
| Versenyző           | Versenyszám    | Selejtező | Selejtező | Döntő   | Döntő    |
| Versenyző           | Versenyszám    | Pont      | Helyezés  | Pont    | Helyezés |
| ------------------- | -------------- | --------- | --------- | ------- | -------- |
| Tarek Zaki Riadh    | Légpisztoly    | 571       | 27.*      | kiesett | kiesett  |
| Tarek Zaki Riadh    | Szabadpisztoly | 544       | 31.       | kiesett | kiesett  |
| Mohamed Abdel Ellah | Légpuska       | 590       | 11.***    | kiesett | kiesett  |
| Ayman Mazhar        | Dupla trap     | 125       | 20.       | kiesett | kiesett  |
| Mohamed Khorshed    | Skeet          | 119       | 23.*****  | kiesett | kiesett  |
| Moustafa Hamdy      | Skeet          | 118       | 32.**     | kiesett | kiesett  |

Női
| Versenyző           | Versenyszám | Selejtező | Selejtező | Döntő   | Döntő    |
| Versenyző           | Versenyszám | Pont      | Helyezés  | Pont    | Helyezés |
| ------------------- | ----------- | --------- | --------- | ------- | -------- |
| Hebatallah El-Wazan | Légpisztoly | 379       | 16.****   | kiesett | kiesett  |
| Yasmine Helmi       | Légpuska    | 390       | 28.***    | kiesett | kiesett  |
| Marwa Sultan        | Légpuska    | 376       | 49.       | kiesett | kiesett  |

* - egy másik versenyzővel azonos eredményt ért el

** - két másik versenyzővel azonos eredményt ért el

*** - három másik versenyzővel azonos eredményt ért el

**** - négy másik versenyzővel azonos eredményt ért el

***** - nyolc másik versenyzővel azonos eredményt ért el

## Súlyemelés
Férfi
| Versenyző             | Versenyszám | Szakítás | Szakítás | Lökés    | Lökés    | Összesen | Helyezés |
| Versenyző             | Versenyszám | Eredmény | Helyezés | Eredmény | Helyezés | Összesen | Helyezés |
| --------------------- | ----------- | -------- | -------- | -------- | -------- | -------- | -------- |
| Mohamed Moussa El-Dib | 85 kg       | 160,0    | 12.*     | 192,5    | 13.*     | 352,5    | 15.      |

Női
| Versenyző        | Versenyszám | Szakítás | Szakítás | Lökés                    | Lökés                    | Összesen | Helyezés |
| Versenyző        | Versenyszám | Eredmény | Helyezés | Eredmény                 | Helyezés                 | Összesen | Helyezés |
| ---------------- | ----------- | -------- | -------- | ------------------------ | ------------------------ | -------- | -------- |
| Nagwan El-Zawawi | 69 kg       | 92,5     | 11.*     | érvényes kísérlet nélkül | érvényes kísérlet nélkül | kiesett  | kiesett  |

* - egy másik versenyzővel azonos eredményt ért el

## Szinkronúszás
| Versenyző                         | Versenyszám | Selejtező           | Selejtező           | Selejtező        | Selejtező        | Selejtező  | Selejtező  | Döntő               | Döntő               | Döntő            | Döntő            | Döntő      | Döntő      |
| Versenyző                         | Versenyszám | Technikai gyakorlat | Technikai gyakorlat | Szabad gyakorlat | Szabad gyakorlat | Összesítés | Összesítés | Technikai gyakorlat | Technikai gyakorlat | Szabad gyakorlat | Szabad gyakorlat | Összesítés | Összesítés |
| Versenyző                         | Versenyszám | Pont                | Hely.               | Pont             | Hely.            | Pont       | Hely.      | Pont                | Hely.               | Pont             | Hely.            | Pont       | Hely.      |
| --------------------------------- | ----------- | ------------------- | ------------------- | ---------------- | ---------------- | ---------- | ---------- | ------------------- | ------------------- | ---------------- | ---------------- | ---------- | ---------- |
| Heba Abdel Gawad Sara Abdel Gawad | Páros       | 84,933              | 21.                 | 85,067           | 20.              | 85,021     | 20.        | kiesett             | kiesett             | kiesett          | kiesett          | kiesett    | kiesett    |

## Taekwondo
Férfi
| Versenyző     | Versenyszám | Selejtező                   | Negyeddöntő       | Elődöntő          | Vigaszág negyeddöntő          | Vigaszág elődöntő | Bronz- mérkőzés   | Döntő             | Helyezés |
| Versenyző     | Versenyszám | Ellenfél Eredmény           | Ellenfél Eredmény | Ellenfél Eredmény | Ellenfél Eredmény             | Ellenfél Eredmény | Ellenfél Eredmény | Ellenfél Eredmény | Helyezés |
| ------------- | ----------- | --------------------------- | ----------------- | ----------------- | ----------------------------- | ----------------- | ----------------- | ----------------- | -------- |
| Talaat Abada  | Légsúly     | Mihaíl Murúcosz (GRE) · 0-2 |                   |                   | Huang Chih-Hsiung (TPE) · 2-7 | kiesett           | kiesett           |                   | 7.       |
| Yahia Rashwan | Nehézsúly   | Pascal Gentil (FRA) · 1-4   | kiesett           | kiesett           |                               |                   |                   |                   | 11.      |

Női
| Versenyző    | Versenyszám | Selejtező                       | Negyeddöntő       | Elődöntő          | Vigaszág negyeddöntő | Vigaszág elődöntő | Bronz- mérkőzés   | Döntő             | Helyezés |
| Versenyző    | Versenyszám | Ellenfél Eredmény               | Ellenfél Eredmény | Ellenfél Eredmény | Ellenfél Eredmény    | Ellenfél Eredmény | Ellenfél Eredmény | Ellenfél Eredmény | Helyezés |
| ------------ | ----------- | ------------------------------- | ----------------- | ----------------- | -------------------- | ----------------- | ----------------- | ----------------- | -------- |
| Shimaa Afifi | Pehelysúly  | Aretí Athanaszopúlu (GRE) · 7-7 | kiesett           | kiesett           |                      |                   |                   |                   | 10.      |

## Torna
Férfi
| Versenyző        | Versenyszám      | Selejtező | Selejtező | Döntő    | Döntő    |
| Versenyző        | Versenyszám      | Pontszám  | Helyezés  | Pontszám | Helyezés |
| ---------------- | ---------------- | --------- | --------- | -------- | -------- |
| Raouf Abdelraouf | Ugrás            | 9,462     | 34.       | kiesett  | kiesett  |
| Raouf Abdelraouf | Korlát           | 8,350     | 78.       | kiesett  | kiesett  |
| Raouf Abdelraouf | Gyűrű            | 9,100     | 63.       | kiesett  | kiesett  |
| Raouf Abdelraouf | Lólengés         | 8,300     | 76.       | kiesett  | kiesett  |
| Raouf Abdelraouf | Egyéni összetett | 35,212    | 80.       | kiesett  | kiesett  |

### Ritmikus gimnasztika
| Versenyző    | Versenyszám | Selejtező | Selejtező | Selejtező | Selejtező | Selejtező | Selejtező | Selejtező | Selejtező | Selejtező | Selejtező | Döntő   | Döntő   | Döntő   | Döntő   | Döntő   | Döntő   | Döntő   | Döntő   | Döntő    | Döntő    |
| Versenyző    | Versenyszám | Kötél     | Kötél     | Karika    | Karika    | Labda     | Labda     | Szalag    | Szalag    | Összesen  | Összesen  | Kötél   | Kötél   | Karika  | Karika  | Labda   | Labda   | Szalag  | Szalag  | Összesen | Összesen |
| Versenyző    | Versenyszám | Pont      | Hely.     | Pont      | Hely.     | Pont      | Hely.     | Pont      | Hely.     | Pont      | Hely.     | Pont    | Hely.   | Pont    | Hely.   | Pont    | Hely.   | Pont    | Hely.   | Pont     | Hely.    |
| ------------ | ----------- | --------- | --------- | --------- | --------- | --------- | --------- | --------- | --------- | --------- | --------- | ------- | ------- | ------- | ------- | ------- | ------- | ------- | ------- | -------- | -------- |
| Sherin Taama | Egyéni      | 9,241     | 24.       | 9,250     | 24.       | 9,170     | 24.       | 9,141     | 23.*      | 36,802    | 24.       | kiesett | kiesett | kiesett | kiesett | kiesett | kiesett | kiesett | kiesett | kiesett  | kiesett  |

* - egy másik versenyzővel azonos eredményt ért el

## Úszás
Férfi
| Versenyző          | Versenyszám    | Előfutam | Előfutam | Előfutam | Elődöntő | Elődöntő | Elődöntő | Döntő   | Döntő    |
| Versenyző          | Versenyszám    | Idő      | Hely.    | Össz.    | Idő      | Hely.    | Össz.    | Idő     | Helyezés |
| ------------------ | -------------- | -------- | -------- | -------- | -------- | -------- | -------- | ------- | -------- |
| Tamer Hamed Zinhom | 50 m gyors     | 23,77    | 6.       | 46.      | kiesett  | kiesett  | kiesett  | kiesett | kiesett  |
| Tamer Hamed Zinhom | 100 m gyors    | 52,14    | 4.       | 44.      | kiesett  | kiesett  | kiesett  | kiesett | kiesett  |
| Mahmoud El-Wany    | 200 m gyors    | 1:55,19  | 2.       | 46.      | kiesett  | kiesett  | kiesett  | kiesett | kiesett  |
| Hani El-Teir       | 400 m gyors    | 4:04,23  | 4.       | 44.      |          |          |          | kiesett | kiesett  |
| Ahmed Hussain      | 200 m hát      | 2:06,10  | 5.       | 36.      | kiesett  | kiesett  | kiesett  | kiesett | kiesett  |
| Haitham Hassan     | 100 m hát      | 58,67    | 8.       | 44.      | kiesett  | kiesett  | kiesett  | kiesett | kiesett  |
| Haitham Hassan     | 100 m pillangó | 56,42    | 6.       | 53.      | kiesett  | kiesett  | kiesett  | kiesett | kiesett  |
| Haitham Hassan     | 200 m vegyes   | 2:09,92  | 8.       | 51.      | kiesett  | kiesett  | kiesett  | kiesett | kiesett  |

Női
| Versenyző     | Versenyszám | Előfutam | Előfutam | Előfutam | Elődöntő | Elődöntő | Elődöntő | Döntő   | Döntő    |
| Versenyző     | Versenyszám | Idő      | Hely.    | Össz.    | Idő      | Hely.    | Össz.    | Idő     | Helyezés |
| ------------- | ----------- | -------- | -------- | -------- | -------- | -------- | -------- | ------- | -------- |
| Rania El-Wani | 50 m gyors  | 25,87    | 1.       | 15.      | 25,95    | 8.       | 15.      | kiesett | kiesett  |
| Rania El-Wani | 100 m gyors | 56,31    | 1.       | 15.      | 55,85    | 6.       | 11.      | kiesett | kiesett  |
| Rania El-Wani | 200 m gyors | 2:01,93  | 1.       | 21.      | kiesett  | kiesett  | kiesett  | kiesett | kiesett  |

## Vívás
Férfi
| Versenyző            | Versenyszám       | Selejtező                     | 32-es főtábla     | Nyolcaddöntő      | Negyeddöntő       | Elődöntő          | Bronz- mérkőzés   | Döntő             | Helyezés |
| Versenyző            | Versenyszám       | Ellenfél Eredmény             | Ellenfél Eredmény | Ellenfél Eredmény | Ellenfél Eredmény | Ellenfél Eredmény | Ellenfél Eredmény | Ellenfél Eredmény | Helyezés |
| -------------------- | ----------------- | ----------------------------- | ----------------- | ----------------- | ----------------- | ----------------- | ----------------- | ----------------- | -------- |
| Tamer Mohamed Tahoun | Tőr, egyéni       | Lionel Plumenail (FRA) · 9-15 | kiesett           | kiesett           | kiesett           | kiesett           | kiesett           | kiesett           | 36.      |
| Muhannad Saif        | Párbajtőr, egyéni | Zhao Gang (CHN) · 12-15       | kiesett           | kiesett           | kiesett           | kiesett           | kiesett           | kiesett           | 42.      |
| Mahmúd Szamír        | Kard, egyéni      | Keeth Smart (USA) · 5-15      | kiesett           | kiesett           | kiesett           | kiesett           | kiesett           | kiesett           | 39.      |

Női
| Versenyző       | Versenyszám       | Selejtező              | 32-es főtábla     | Nyolcaddöntő      | Negyeddöntő       | Elődöntő          | Bronz- mérkőzés   | Döntő             | Helyezés |
| Versenyző       | Versenyszám       | Ellenfél Eredmény      | Ellenfél Eredmény | Ellenfél Eredmény | Ellenfél Eredmény | Ellenfél Eredmény | Ellenfél Eredmény | Ellenfél Eredmény | Helyezés |
| --------------- | ----------------- | ---------------------- | ----------------- | ----------------- | ----------------- | ----------------- | ----------------- | ----------------- | -------- |
| Sajmá el-Gammál | Tőr, egyéni       | Ann Marsh (USA) · 7-15 | kiesett           | kiesett           | kiesett           | kiesett           | kiesett           | kiesett           | 40.      |
| May Moustafa    | Párbajtőr, egyéni | Li Na (CHN) · 5-15     | kiesett           | kiesett           | kiesett           | kiesett           | kiesett           | kiesett           | 39.      |